# Tropomiozyna
Tropomiozyna – jedno z białek miofilamentu cienkiego (aktynowego). Fibryle tropomiozymy są nawinięte na aktynowy rdzeń. W pewnych odstępach przyczepiona jest globularna troponina. Białko to może łączyć się z jonami wapnia, co powoduje zmianę położenia tropomiozyny na aktynie. Dzięki temu na aktynie odsłonięte zostają miejsca wiążące miozynę.